# Trävattna landskommun
Trävattna landskommun var en tidigare kommun i dåvarande Skaraborgs län.

## Administrativ historik
Kommunen inrättades i Trävattna socken i Vilske härad i Västergötland när 1862 års kommunalförordningar trädde i kraft.  
Vid kommunreformen 1952 uppgick landskommunen i Vilske landskommun som 1974 uppgick i Falköpings kommun.